# Avon-la-Pèze
Pour les articles homonymes, voir Avon.
Avon-la-Pèze est une commune française située dans le département de l'Aube, en région Grand Est.

## Géographie
Avon-la-Pèze est un village aubois de la Champagne crayeuse. Une petite rivière est sans doute à l'origine de l'installation humaine dans cette plaine plutôt sèche. Ce ruisseau se jette quelques kilomètres plus loin dans l'Ardusson à la hauteur de Saint-Martin-de-Bossenay lorsque la sècheresse estivale ne l'a pas tari.
La vocation actuelle du secteur est dominée par l'activité agricole : betteraves, céréales mais aussi chanvre, colza, pommes de terre et luzerne.

### Communes limitrophes
| Fay-lès-Marcilly | Rigny-la-Nonneuse |                   |
| Bourdenay        | Avon-la-Pèze      | Marigny-le-Châtel |
|                  | Marcilly-le-Hayer | Saint-Lupien      |

### Hydrographie
La commune est dans la région hydrographique « la Seine de sa source au confluent de l'Oise (exclu) » au sein du bassin Seine-Normandie. Elle n'est drainée par aucun cours d'eau,.

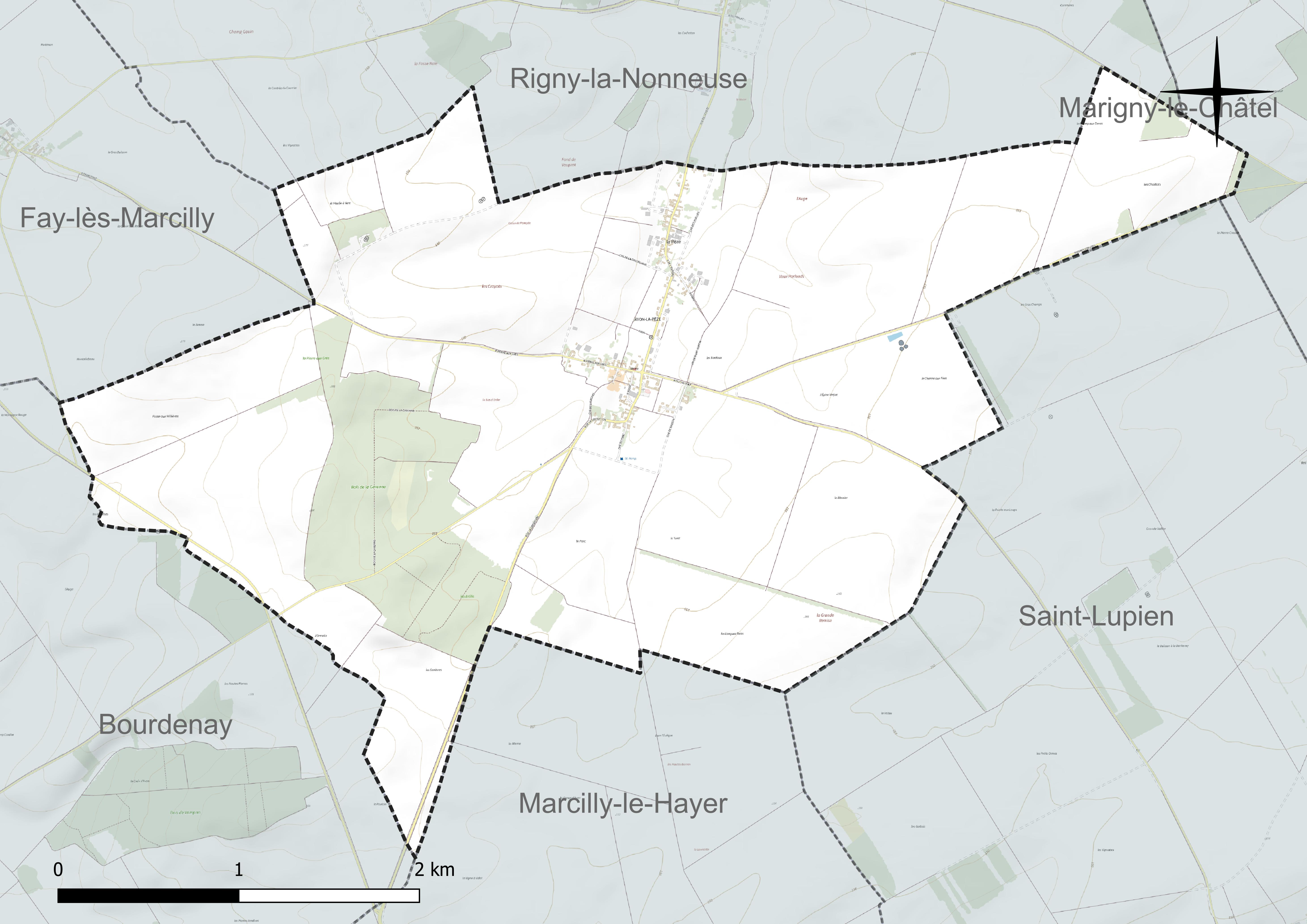
Réseau hydrographique d'Avon-la-Pèze.

### Climat
Pour des articles plus généraux, voir Climat du Grand Est et Climat de l'Aube.
En 2010, le climat de la commune est de type climat océanique dégradé des plaines du Centre et du Nord, selon une étude du Centre national de la recherche scientifique s'appuyant sur une série de données couvrant la période 1971-2000. En 2020, Météo-France publie une typologie des climats de la France métropolitaine dans laquelle la commune est exposée à un climat océanique altéré et est dans la région climatique Nord-est du bassin Parisien, caractérisée par un ensoleillement médiocre, une pluviométrie moyenne régulièrement répartie au cours de l’année et un hiver froid (3 °C).
Pour la période 1971-2000, la température annuelle moyenne est de 10,5 °C, avec une amplitude thermique annuelle de 15,7 °C. Le cumul annuel moyen de précipitations est de 737 mm, avec 12,1 jours de précipitations en janvier et 7,7 jours en juillet. Pour la période 1991-2020, la température moyenne annuelle observée sur la station météorologique de Météo-France la plus proche, « Bouy-sur-Orvin », sur la commune de Bouy-sur-Orvin à 12 km à vol d'oiseau, est de 11,4 °C et le cumul annuel moyen de précipitations est de 635,9 mm. 
La température maximale relevée sur cette station est de 42,4 °C, atteinte le 25 juillet 2019 ; la température minimale est de −20,5 °C, atteinte le 17 janvier 1985,,.
Les paramètres climatiques de la commune ont été estimés pour le milieu du siècle (2041-2070) selon différents scénarios d'émission de gaz à effet de serre à partir des nouvelles projections climatiques de référence DRIAS-2020. Ils sont consultables sur un site dédié publié par Météo-France en novembre 2022.

## Urbanisme

### Typologie
Au 1er janvier 2024, Avon-la-Pèze est catégorisée commune rurale à habitat dispersé, selon la nouvelle grille communale de densité à 7 niveaux définie par l'Insee en 2022.
Elle est située hors unité urbaine et hors attraction des villes,.

### Occupation des sols
L'occupation des sols de la commune, telle qu'elle ressort de la base de données européenne d’occupation biophysique des sols Corine Land Cover (CLC), est marquée par l'importance des territoires agricoles (88 % en 2018), une proportion identique à celle de 1990 (88 %). La répartition détaillée en 2018 est la suivante : 
terres arables (87,9 %), forêts (9,4 %), zones urbanisées (2,6 %), zones agricoles hétérogènes (0,1 %). L'évolution de l’occupation des sols de la commune et de ses infrastructures peut être observée sur les différentes représentations cartographiques du territoire : la carte de Cassini (XVIIIe siècle), la carte d'état-major (1820-1866) et les cartes ou photos aériennes de l'IGN pour la période actuelle (1950 à aujourd'hui).

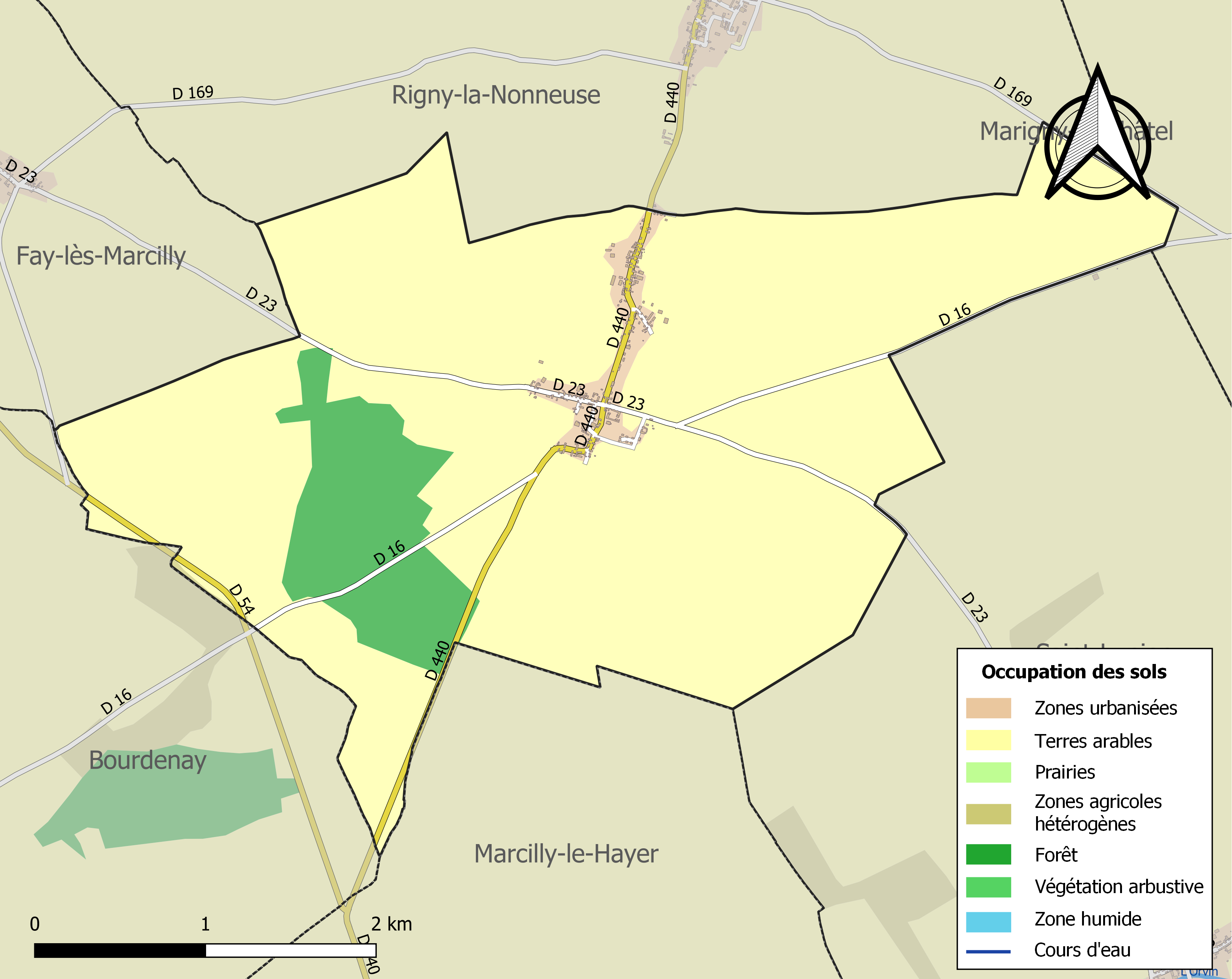
Carte des infrastructures et de l'occupation des sols de la commune en 2018 (CLC).

## Toponymie
Issu d'un ancien nom de baptême, du latin Abundius (abundus = abondant), popularisé par un saint dont on ne sait quasiment rien.

## Politique et administration
| Période                                  | Période  | Identité          | Étiquette | Qualité     |
| ---------------------------------------- | -------- | ----------------- | --------- | ----------- |
| mars 2001                                | En cours | Frédéric Hazouard | LR        | Agriculteur |
| Les données manquantes sont à compléter. |          |                   |           |             |

## Démographie
L'évolution du nombre d'habitants est connue à travers les recensements de la population effectués dans la commune depuis 1793. Pour les communes de moins de 10 000 habitants, une enquête de recensement portant sur toute la population est réalisée tous les cinq ans, les populations de référence des années intermédiaires étant quant à elles estimées par interpolation ou extrapolation. Pour la commune, le premier recensement exhaustif entrant dans le cadre du nouveau dispositif a été réalisé en 2006.

En 2022, la commune comptait 209 habitants, en évolution de +6,63 % par rapport à 2016 (Aube : +0,7 %, France hors Mayotte : +2,11 %).
| 1793 | 1800 | 1806 | 1821 | 1831 | 1836 | 1841 | 1846 | 1851 |
| ---- | ---- | ---- | ---- | ---- | ---- | ---- | ---- | ---- |
| 333  | 296  | 302  | 323  | 313  | 328  | 318  | 311  | 310  |

| 1856 | 1861 | 1866 | 1872 | 1876 | 1881 | 1886 | 1891 | 1896 |
| ---- | ---- | ---- | ---- | ---- | ---- | ---- | ---- | ---- |
| 338  | 298  | 291  | 274  | 267  | 257  | 269  | 273  | 323  |

| 1901 | 1906 | 1911 | 1921 | 1926 | 1931 | 1936 | 1946 | 1954 |
| ---- | ---- | ---- | ---- | ---- | ---- | ---- | ---- | ---- |
| 240  | 219  | 193  | 174  | 166  | 180  | 190  | 171  | 168  |

| 1962 | 1968 | 1975 | 1982 | 1990 | 1999 | 2006 | 2011 | 2016 |
| ---- | ---- | ---- | ---- | ---- | ---- | ---- | ---- | ---- |
| 157  | 135  | 108  | 115  | 114  | 118  | 166  | 197  | 196  |

| 2021 | 2022 | - | - | - | - | - | - | - |
| ---- | ---- | - | - | - | - | - | - | - |
| 201  | 209  | - | - | - | - | - | - | - |

## Culture locale et patrimoine

### Lieux et monuments
L'église appartenait à l'abbaye de Pothières en Côte-d'Or. Reconstruite au début du XVIe siècle, remaniée et dénaturée au XVIIIe siècle, elle est sous le vocable de Saint-Pierre-ès-Liens. Elle renferme de nombreuses sculptures des XVIe et XVIIe siècles et un retable du XVIe malheureusement dégradé, probablement par un soldat prussien lors de la campagne de France.

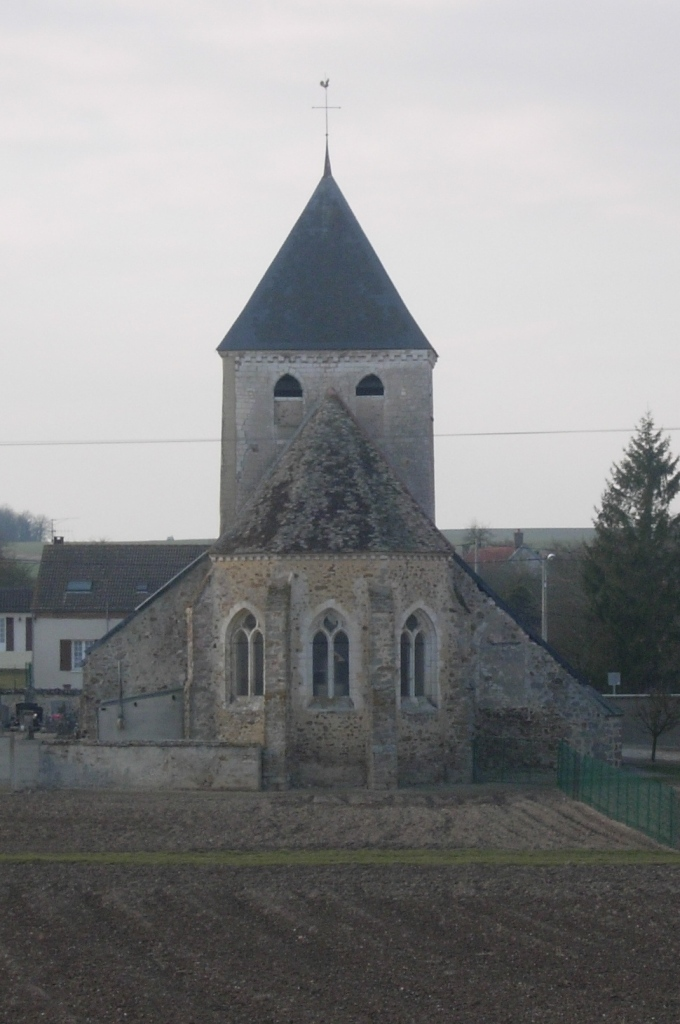
Église.
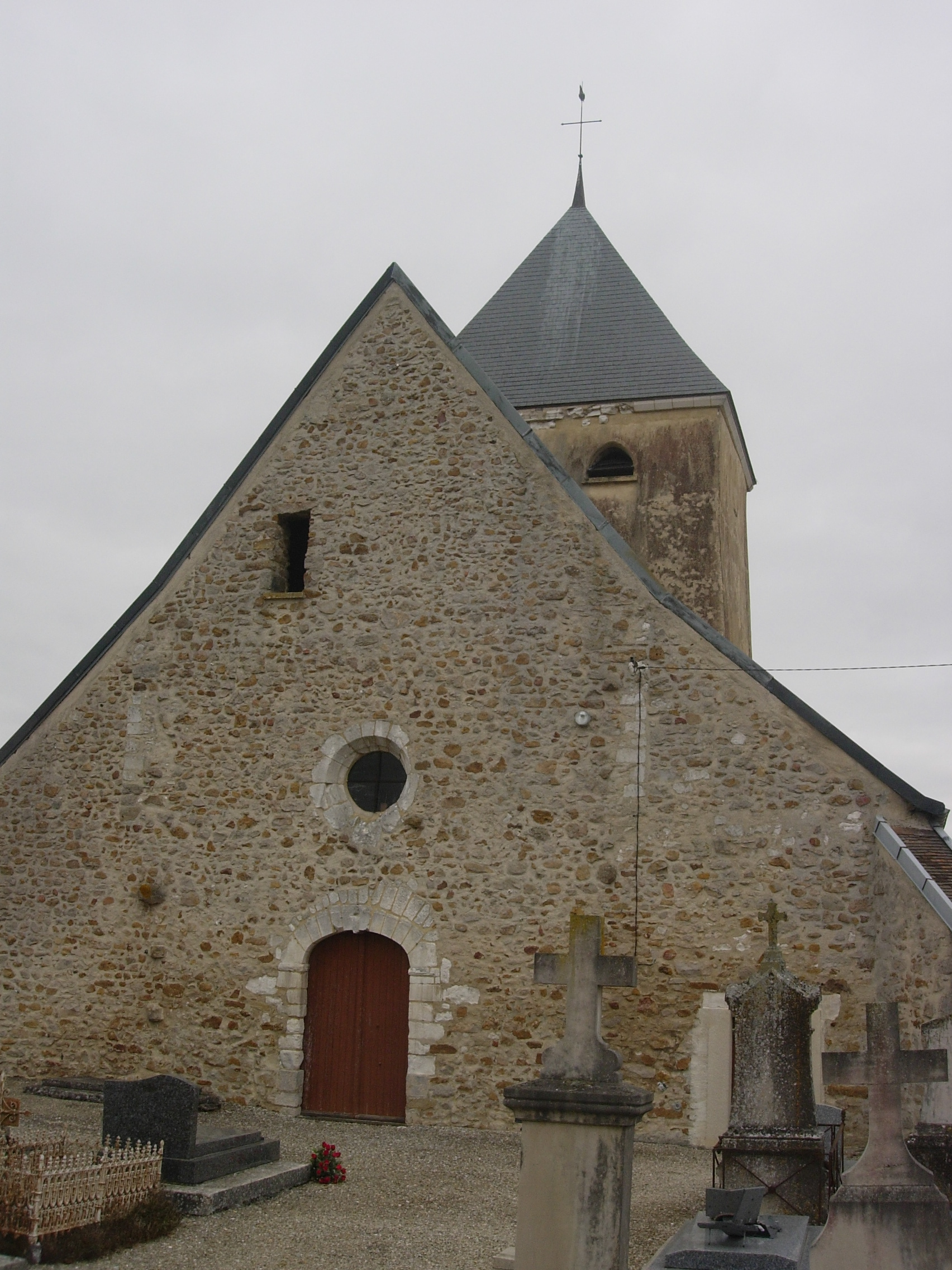
Façade de l'église.
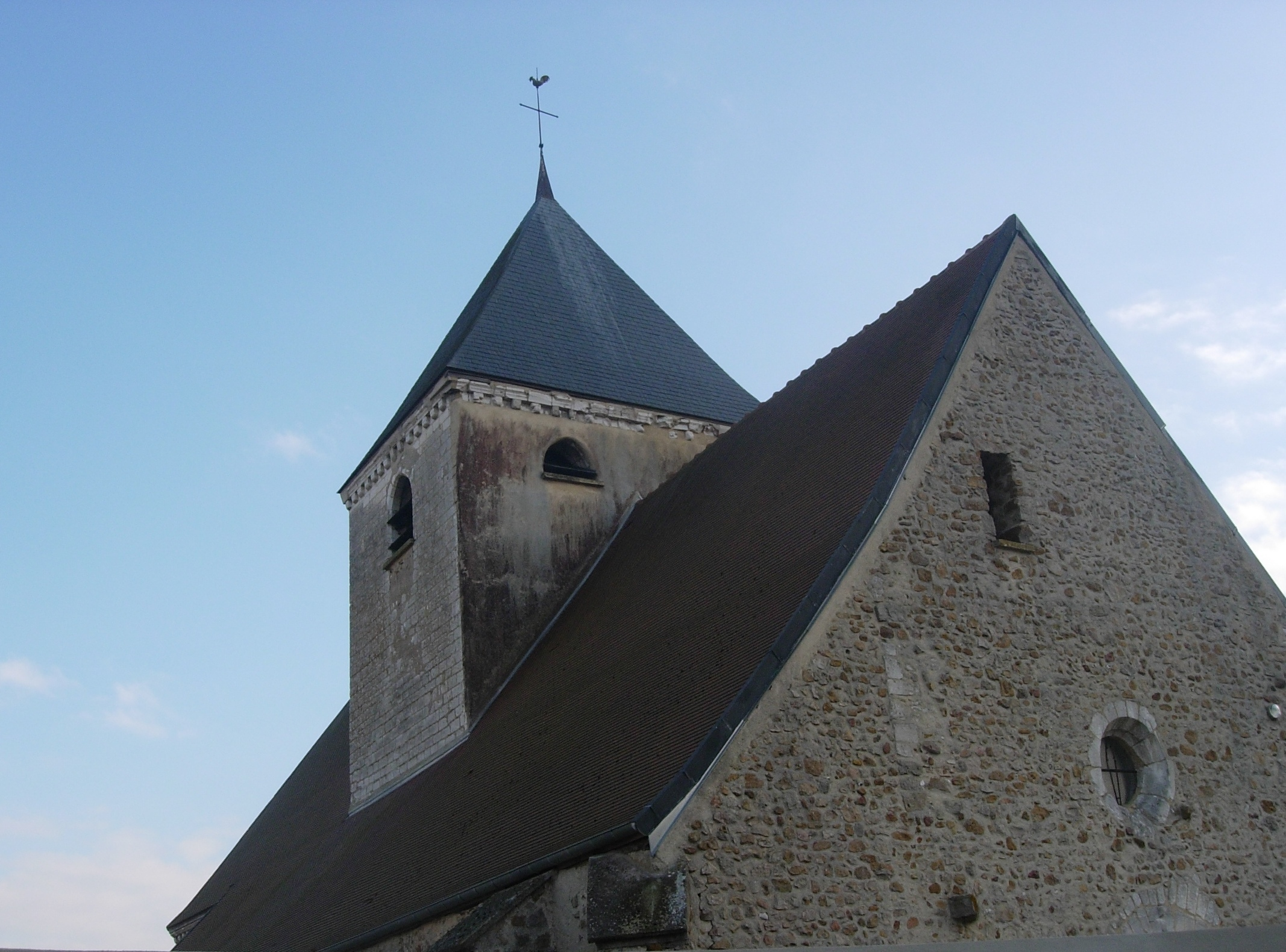
Tour de l'église.
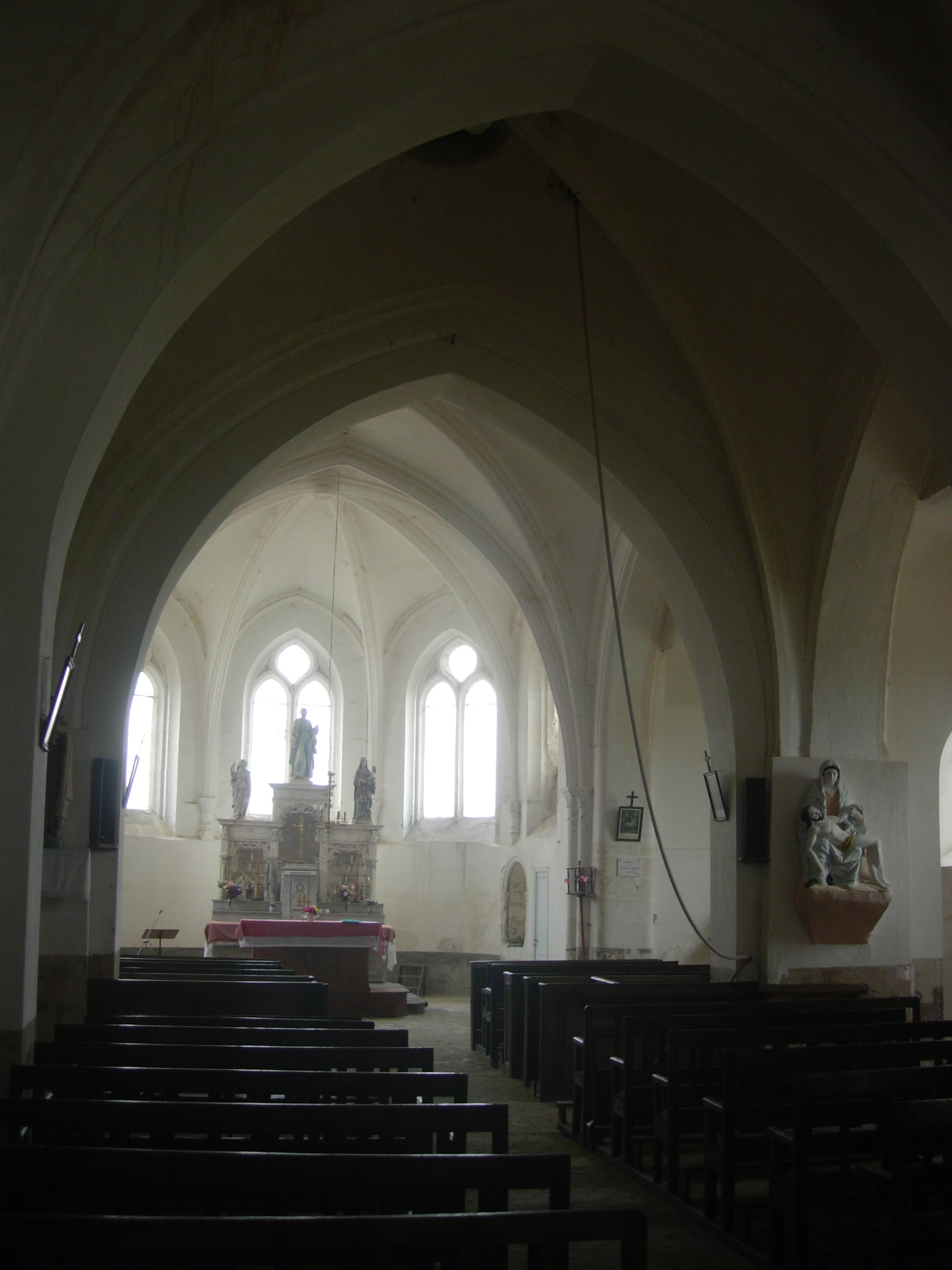
Intérieur de l'église.
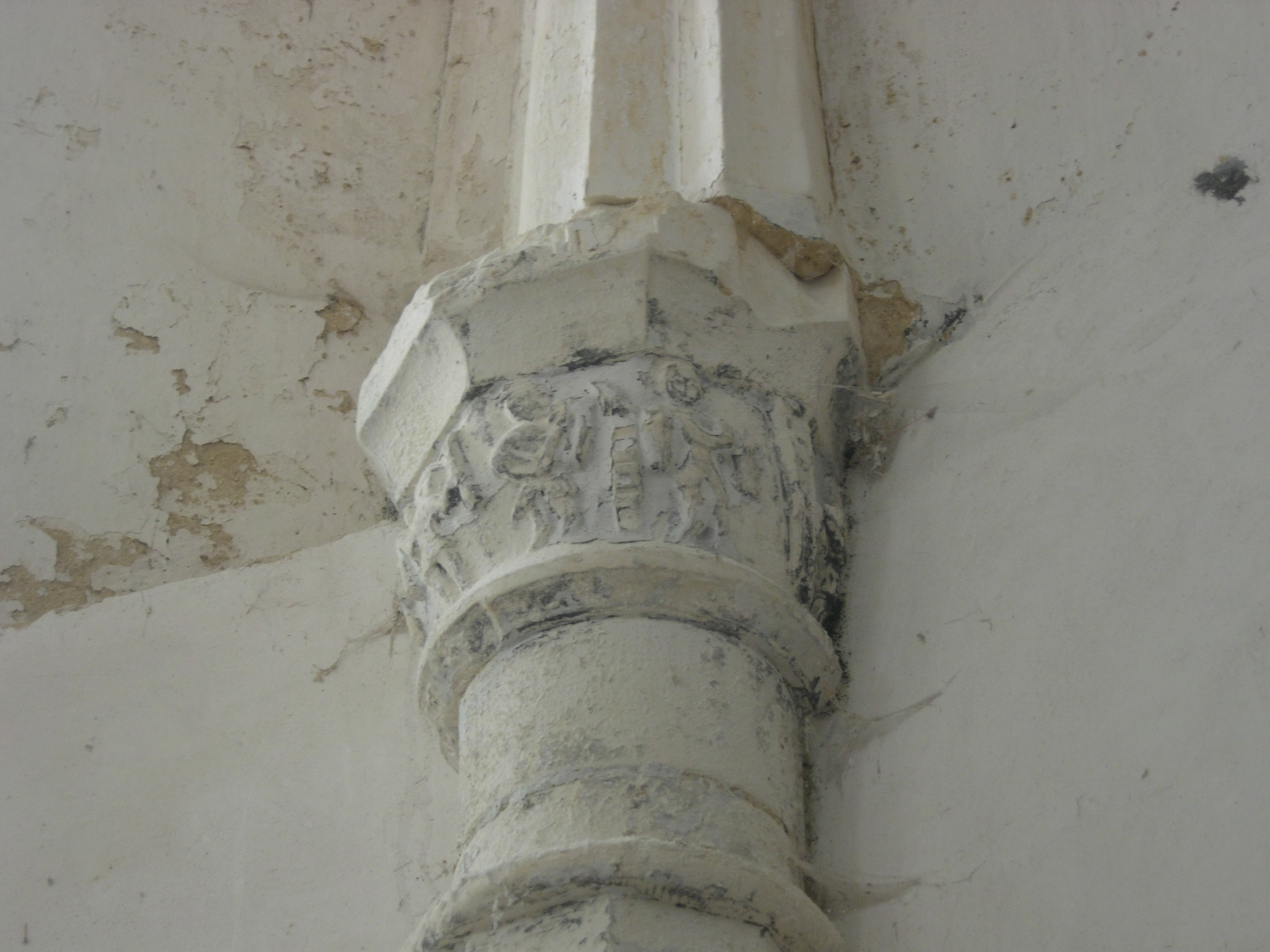
Chapiteau de l'église.
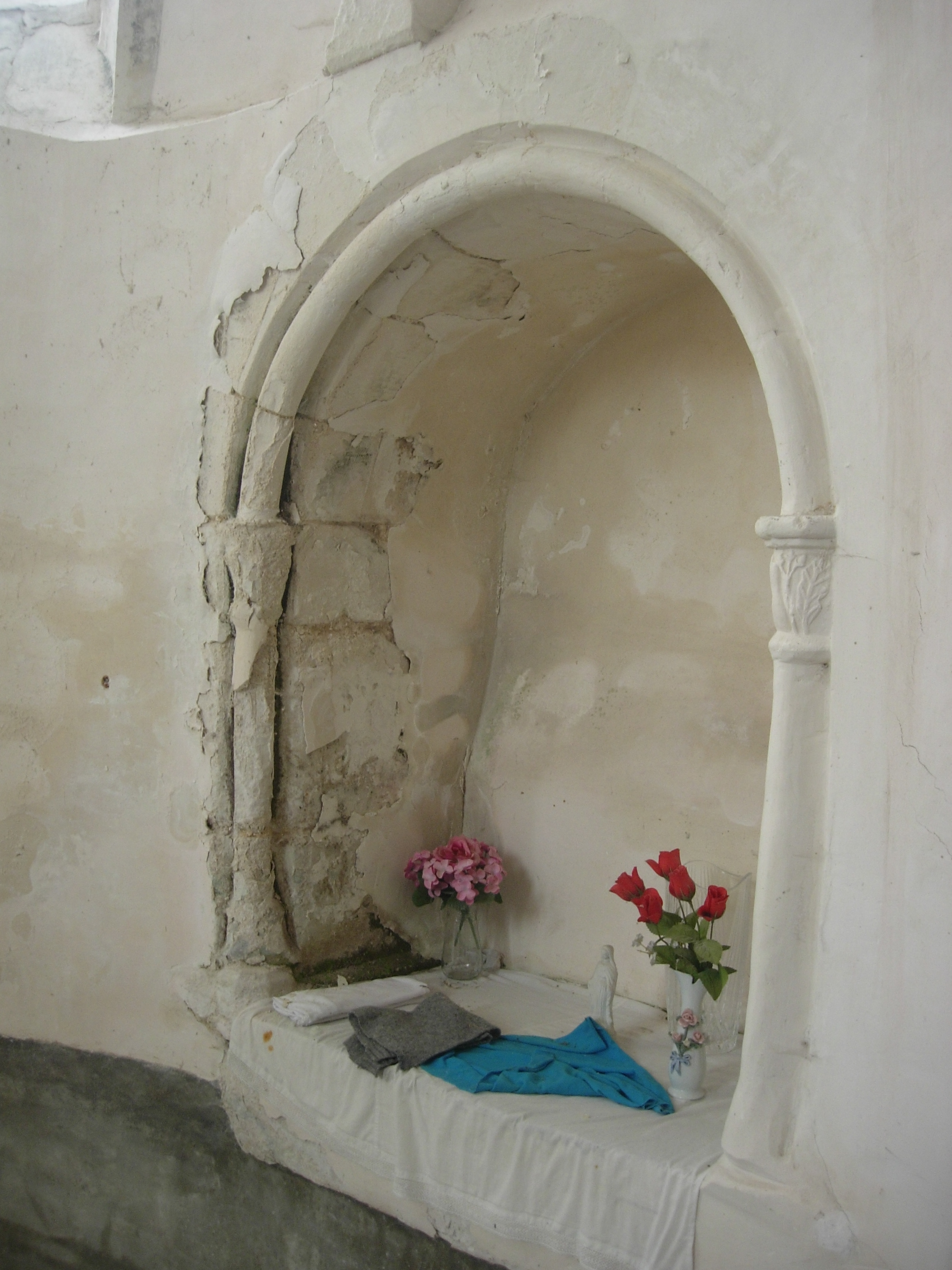
Piscine de l'église.
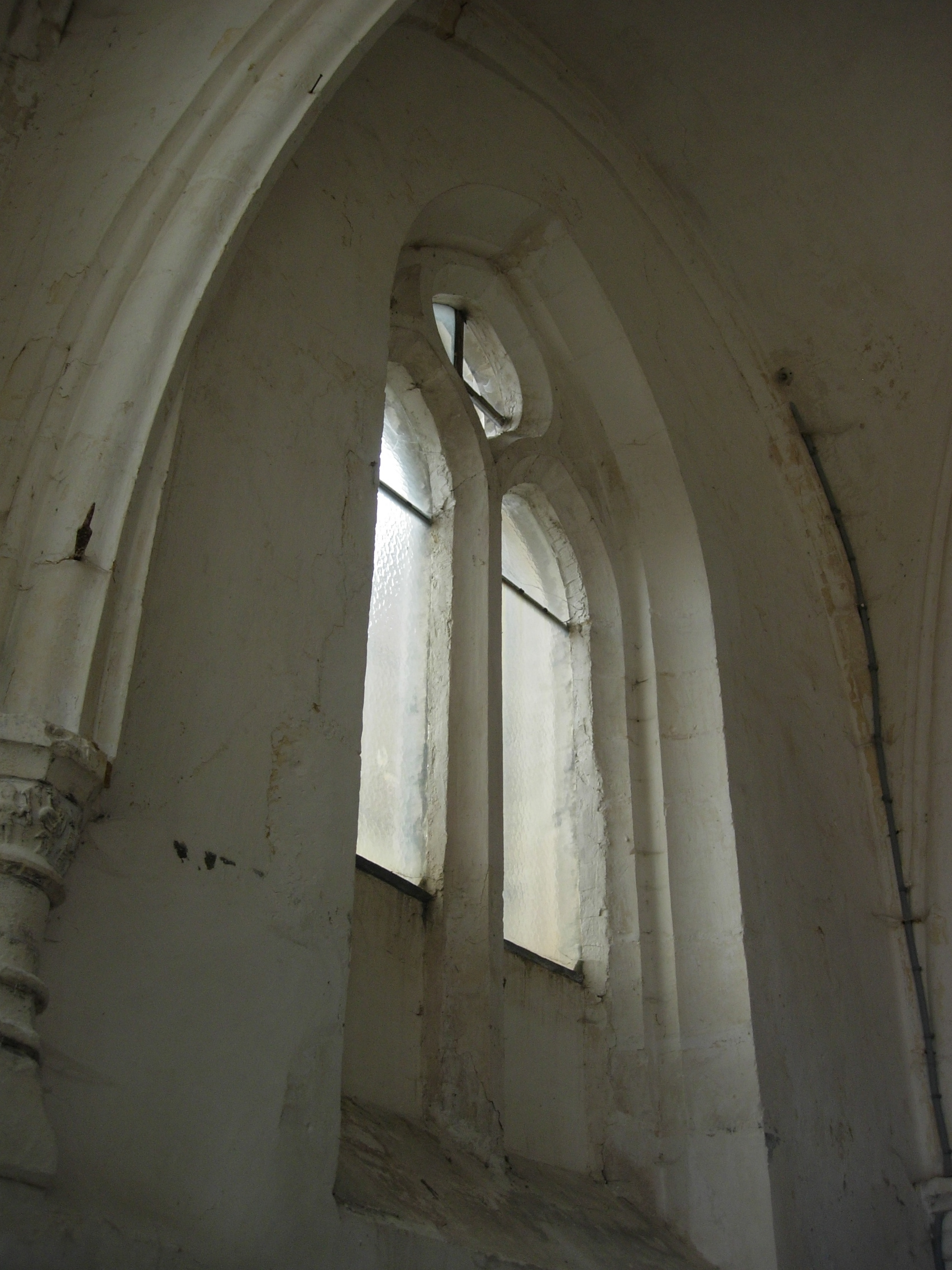
Une des fenêtres de l'église.
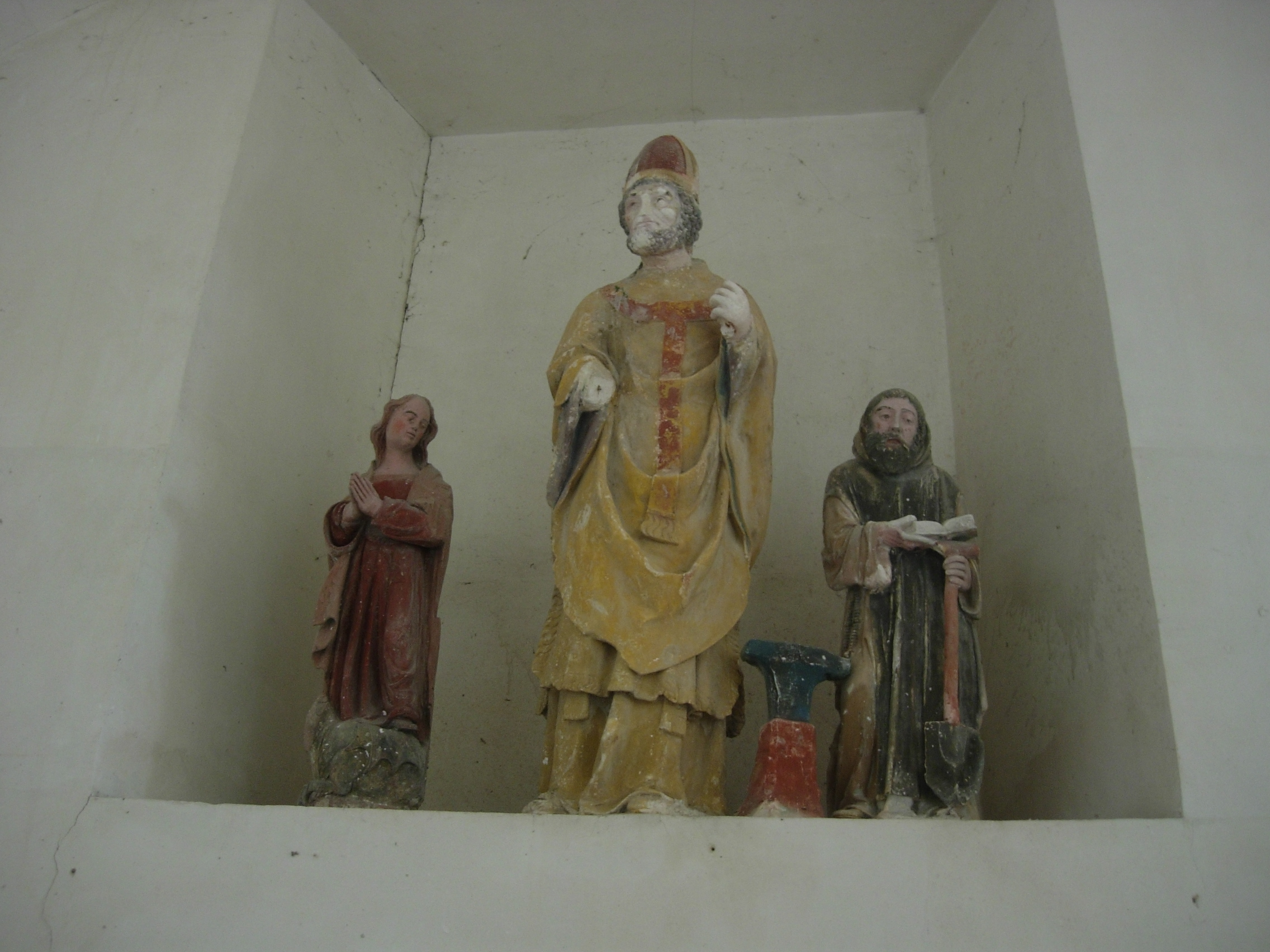
De gauche à droite, Sainte Marguerite (XVIe)[20], Saint Éloi (XVIe)[21] et Saint Fiacre (XVIIe)[22].
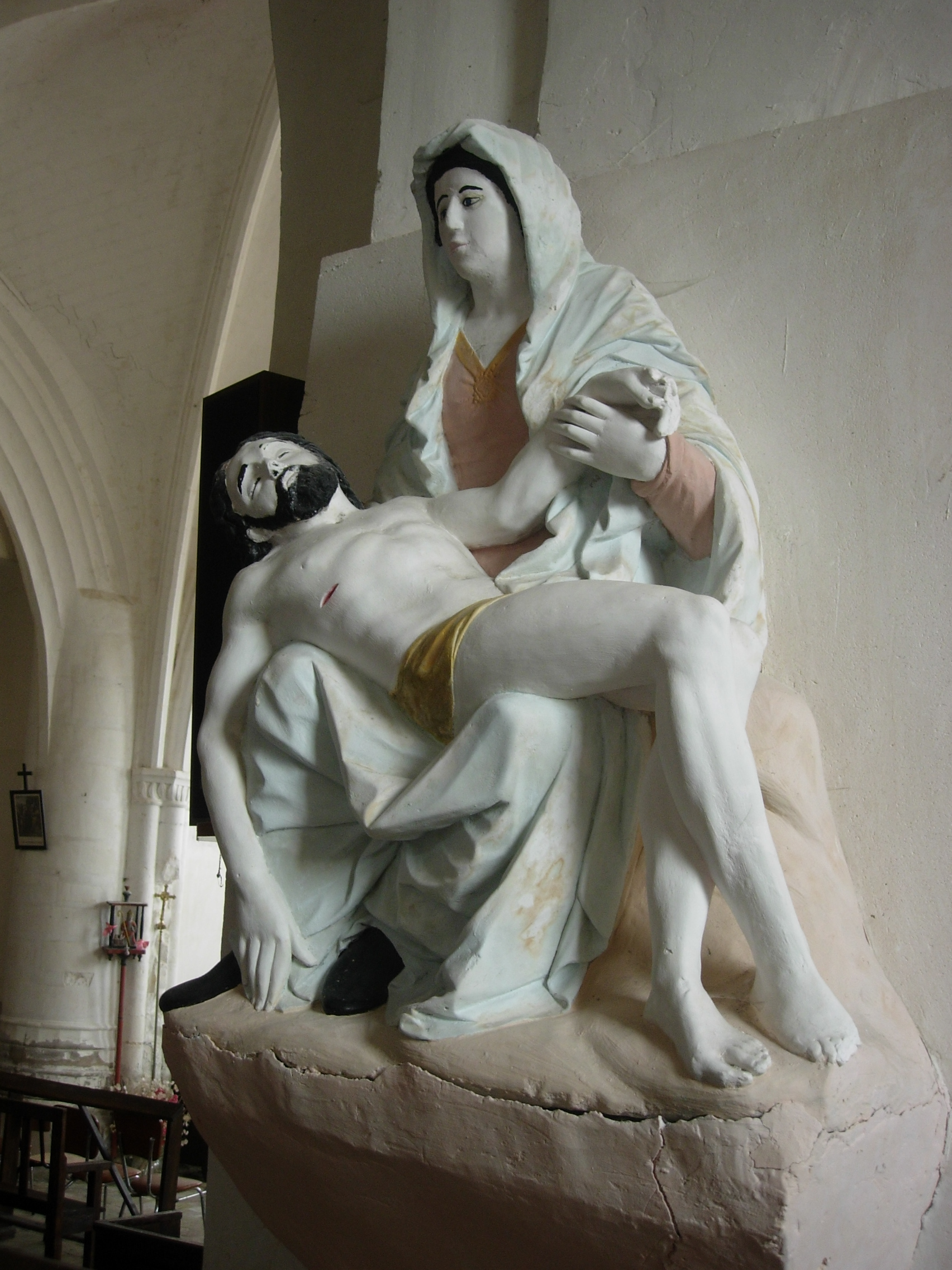
Pietà du XVIe très dégradée[23].

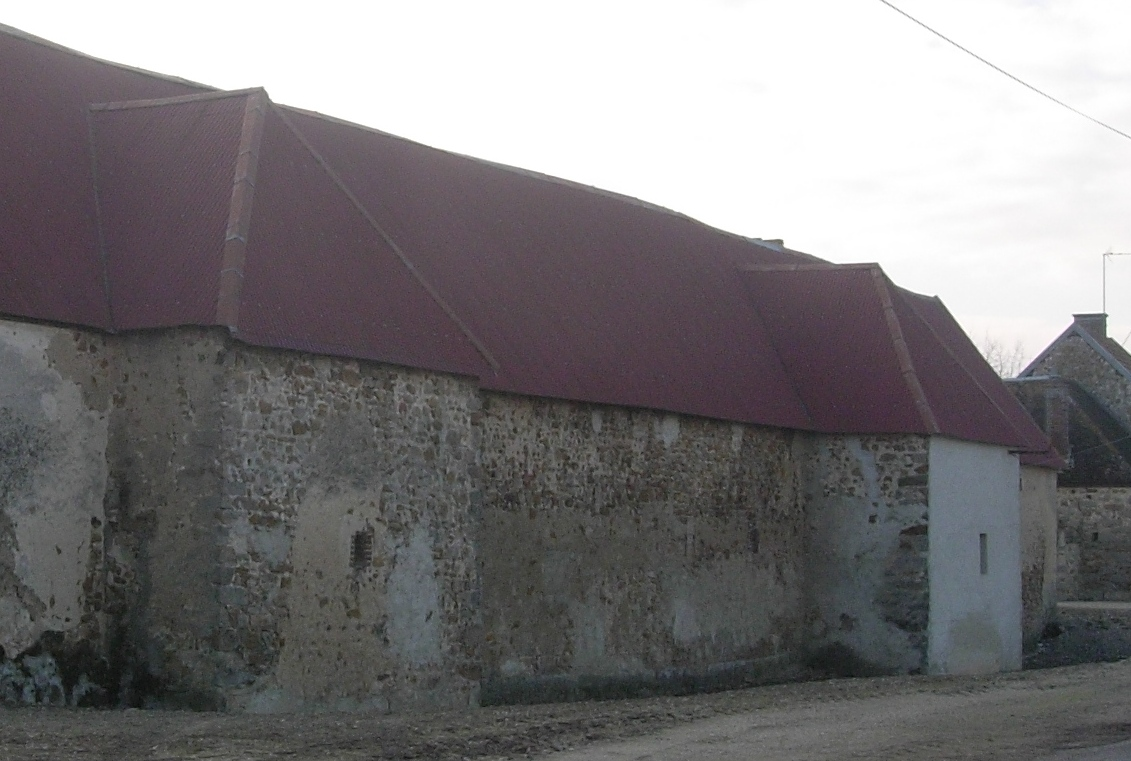
Ancienne « maison forte » entourée de fossés devenue bâtiment agricole.